# Ладовац
Ладовац (алб. Lladoc) је насељено место у општини Подујево, Косово и Метохија, Република Србија.

## Демографија
| Демографија | Демографија | Демографија |
| Година      | Становника  | Становника  |
| ----------- | ----------- | ----------- |
| 1948.       | 453         |             |
| 1953.       | 489         |             |
| 1961.       | 542         |             |
| 1971.       | 513         |             |
| 1981.       | 705         |             |
| 1991.       | 854         |             |